# جون فان بيرن
جون فـان بيرن (بالإنجليزية: John Van Buren)‏ هو محامي أمريكي، ولد في 18 فبراير 1810 في هدسون في الولايات المتحدة، وتوفي في 13 أكتوبر 1866 في بحر.